# 川原毛地獄
川原毛地獄（かわらげじごく）は、秋田県湯沢市高松番沢にある噴気地帯、および霊場。青森県の恐山、富山県の立山と並ぶ日本三大霊地の一つと言われている。近くに川原毛大湯滝がある。標高は約800m。塩酸酸性の熱水噴出により、1.0×0.4kmの範囲にわたって溶結凝灰岩の源岩が珪化し、灰白色の景色を擁している。この範囲の中に、水蒸気噴火によって形成された爆裂火口があり、火山ガスの噴出など現在も活発な噴気活動が続いている。ゆざわジオパークのジオサイトに認定されている。

## 地質

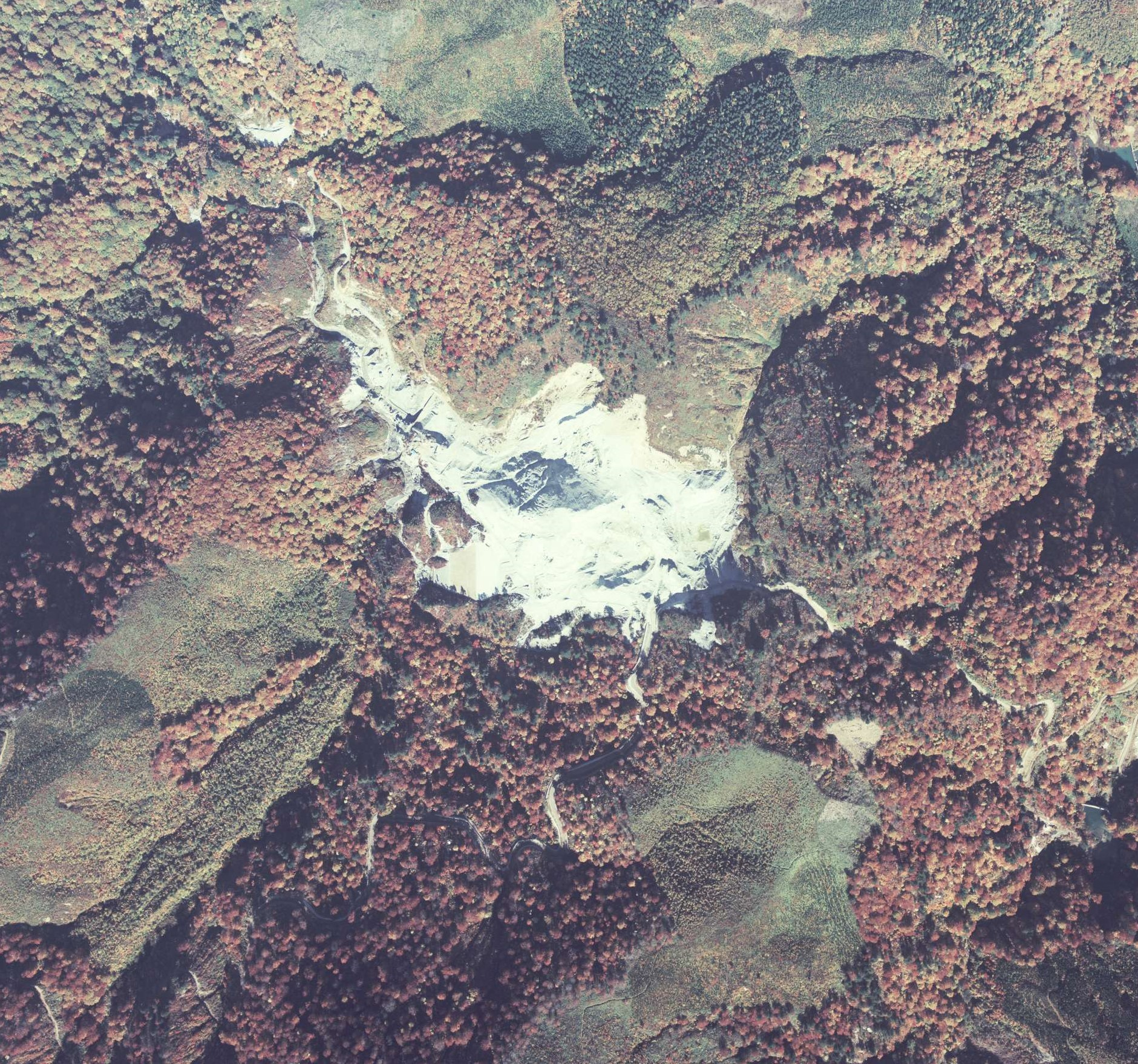
空中写真。。（1976年10月撮影）

川原毛地獄は、三途川カルデラのほぼ中央部に存在する。この三途川カルデラは約600万年前の大規模火砕噴火で形成された。高松岳はこのカルデラの中央部に位置しており、30万年前から20万年前にかけてデイサイト質の溶岩流や火砕流堆積物を形成した。20万年前以後にカルデラ内でマグマ噴火が発生した痕跡は確認されていない。しかし、現在でもカルデラ内は高松岳を中心に地熱温度が非常に高く、小安峡温泉や泥湯温泉などの温泉資源に恵まれるほか、地熱エネルギーを利用して上の岱地熱発電所が設置・稼働している。
川原毛地獄は、上記の火山活動ののちに発生した水蒸気噴火が繰り返して形成された爆裂火口である。周辺では至る所で硫化水素を含む火山ガスの噴気が見られ、噴気孔周辺には硫黄結晶が析出している。1623年から1966年にかけて硫黄の採掘が行われていた歴史を持つ。

## 生態
ヤマタヌキラン (Carex angustisquama) が生息分布しているが、この場所に好んで生息しているわけではない。噴気孔からより離れた場所、すなわち中性寄りの土壌pHほどヤマタヌキランの生育が旺盛になることが明らかになっており、この場所での生息を余儀なくされていると推察されている。周辺地域にはヤマタヌキランの近縁種とされるタヌキラン (Carex podogyna) が広域的に生息分布しており、タヌキランとの強い負の種間相互作用 (繁殖干渉) がヤマタヌキランの分布を追いやったという考えがある。

## 川原毛地獄の歴史
807年（大同2年）に月窓和尚が霊通山前湯寺を建立したことが霊場としての始まりである。恐山・立山と共に日本三大霊地として数えられ、女人禁制の修験の地であった。月窓和尚が周辺の奇岩や池を血の池地獄や針山地獄など、136ヵ所の地獄に見立てたことが「川原毛地獄」の名称の由来になったとされる。
829年（天長6年）には、円仁（慈覚大師）が当地を訪れ、法螺蛇地蔵と自作のお面を奉納した。
1393年（明徳4年）、前湯寺が梅檀上人により三途川の十王坂に移築。さらに同寺は小野寺氏によって、1459年（長禄3年）に現在の湯沢市稲庭町字小沢に移築され、寺号を「嶺通山広沢寺」と改めた。
1623年（元和9年）から久保田藩が硫黄採掘場として採掘を開始。以来、1966年（昭和41年）まで硫黄を採掘していた。
1987年（昭和62年）に川原毛地蔵菩薩が建立される。

## ギャラリー

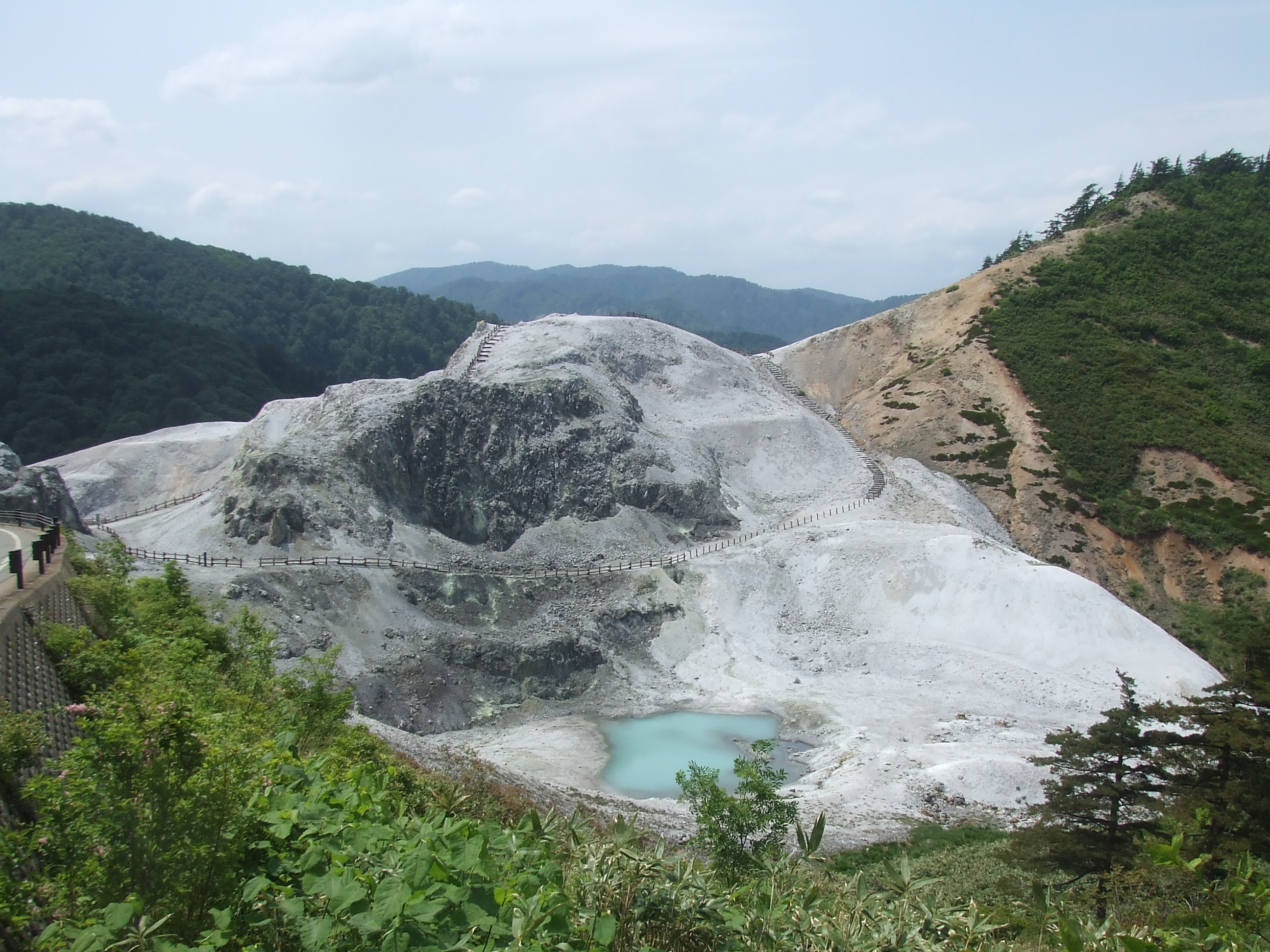
（2009年6月）
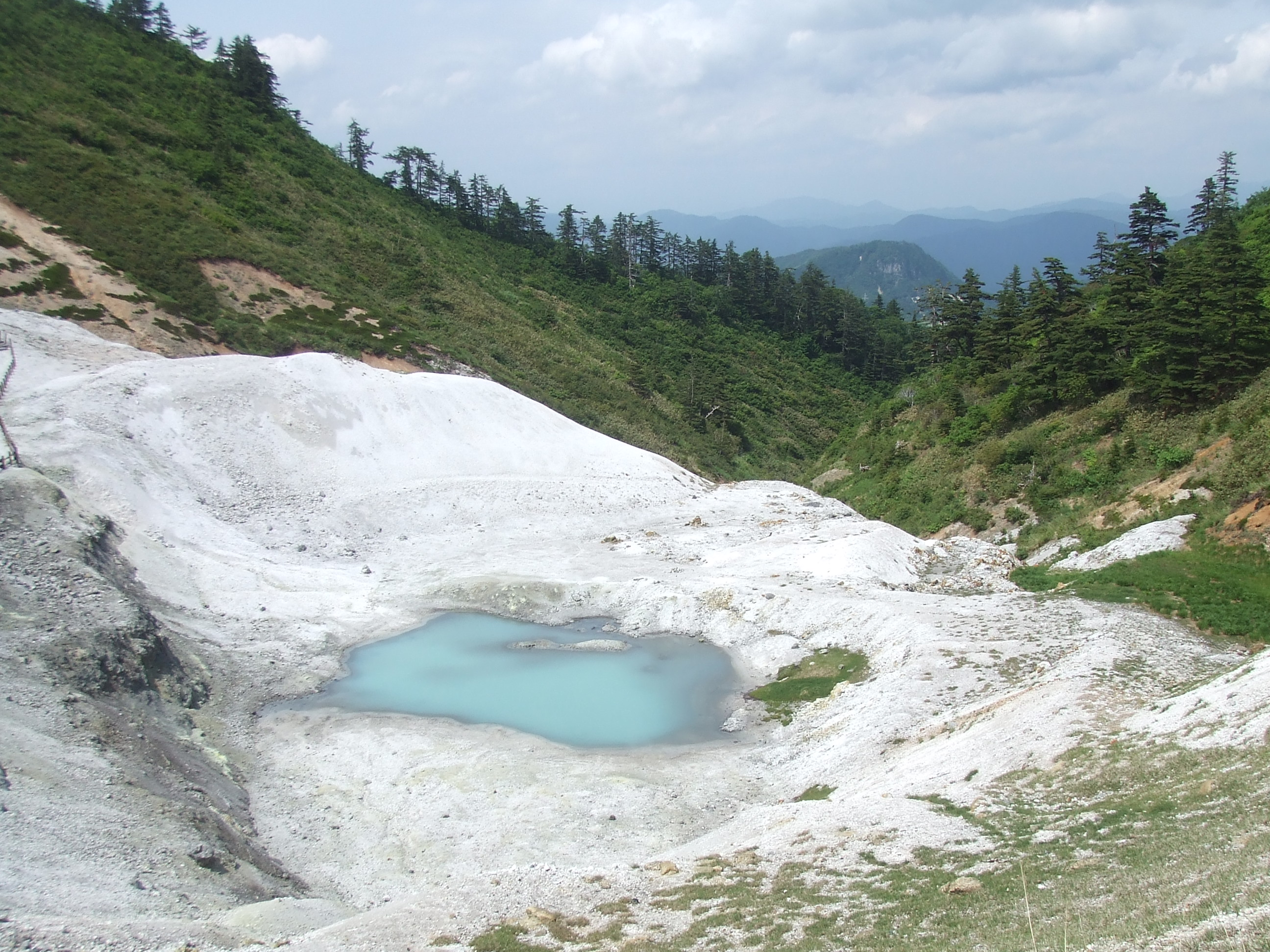
（2009年6月）
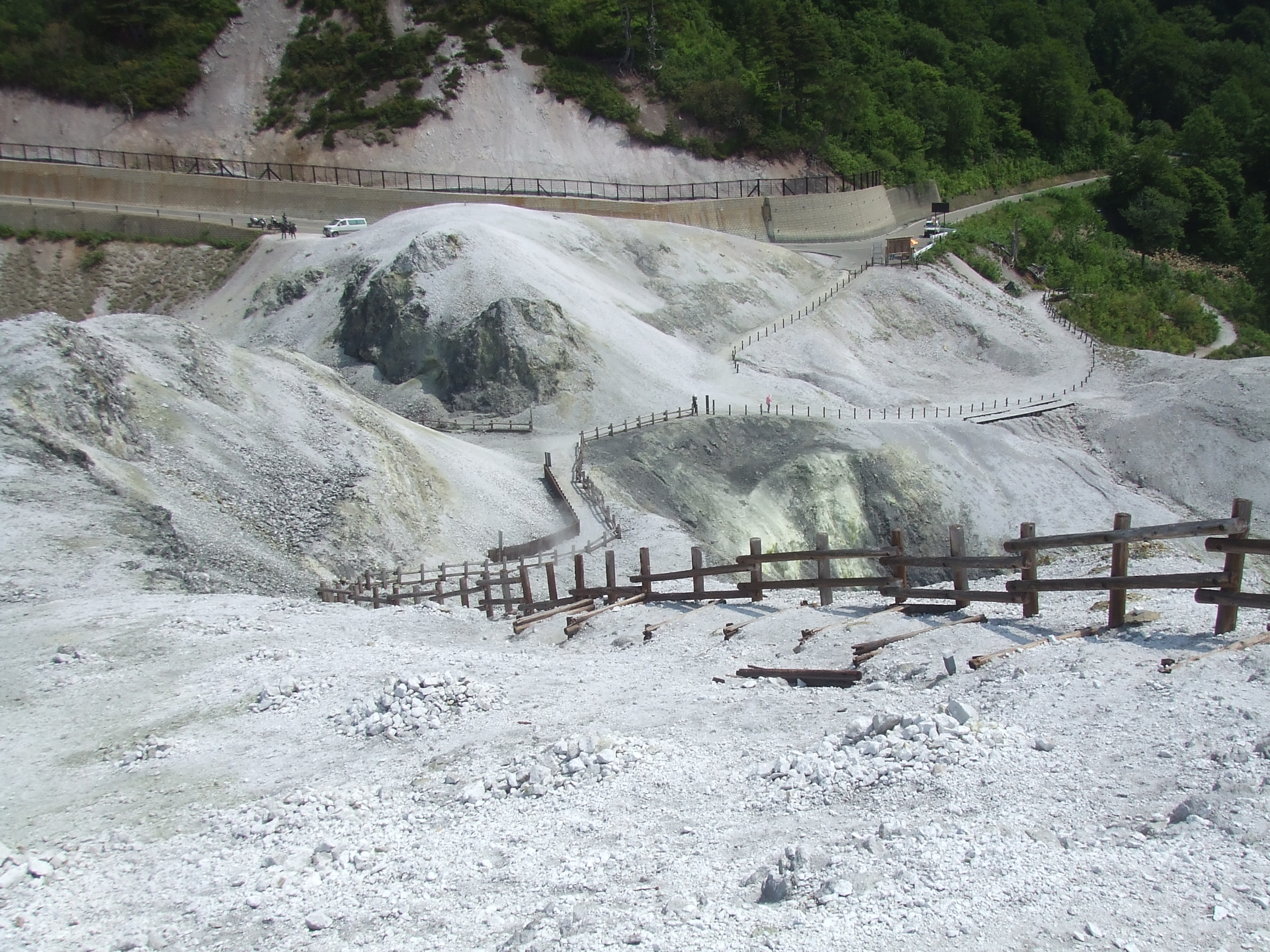
（2009年6月）

## アクセス
- 乗用車 湯沢横手道路・須川ICより、秋田県道51号湯沢栗駒公園線で約20分。途中の泥湯温泉からは約5分。

## 周辺
- 川原毛大湯滝
- 泥湯温泉
- 上の岱地熱発電所
- 小安峡